# Liste der deutschsprachigen The-Magazine-of-Fantasy-and-Science-Fiction-Ausgaben der 1960er Jahre
Diese Seite listet alle Ausgaben aus den Jahren 1963 – 1969 des deutschsprachigen The Magazine of Fantasy and Science Fiction auf.

## Ausgaben
- Die Herausgeber sind: Charlotte Winheller [1–9], Walter Ernsting [10–14], Wulf H. Bergner [15–24]

### 1. Folge –Saturn im Morgenlicht– 1963
| Deutscher Titel                            | Originaltitel                          | Jahr | Autor              |
| ------------------------------------------ | -------------------------------------- | ---- | ------------------ |
| Der letzte Appell                          | Final Muster                           | 1961 | Rick Rubin         |
| Zeitkorrektur                              | Return Journey                         | 1961 | Charles V. De Vet  |
| Die seltsamen Geschäfte des Salvatore Ross | The Self-Improvement of Salvadore Ross | 1961 | Henry Slesar       |
| Der Test                                   | Test                                   | 1962 | Theodore L. Thomas |
| Du bist dabei!                             | You Are with It!                       | 1961 | Will Stanton       |
| Aus eins mach zwei                         | One Into Two                           | 1962 | J. T. McIntosh     |
| Der Tunnel                                 | The Tunnel                             | 1961 | C. Brian Kelly     |
| Experiment mit kleinen Fehlern             | A Stitch in Time                       | 1961 | John Wyndham       |
| Die Maschine, die den Krieg gewann         | The Machine That Won the War           | 1961 | Isaac Asimov       |
| Die Unvollkommenen                         | Rehabilitated                          | 1961 | Gordon R. Dickson  |
| Saturn im Morgenlicht                      | Saturn Rising                          | 1961 | Arthur C. Clarke   |

### 2. Folge –Das letzte Element– 1963
| Deutscher Titel          | Originaltitel                              | Jahr | Autor              |
| ------------------------ | ------------------------------------------ | ---- | ------------------ |
| Meridian City            | Trouble With Time (auch: Crime on Mars)    | 1960 | Arthur C. Clarke   |
| Gesetz des Überlebens    | Survival Planet                            | 1961 | Harry Harrison     |
| Unternehmen Kelly        | Shotgun Cure                               | 1961 | Clifford D. Simak  |
| In den Weltraum verbannt | The Man Without a Planet                   | 1961 | Kate Wilhelm       |
| Das letzte Element       | The Last Element                           | 1962 | Hugo Correa        |
| Die gestohlenen Träume   | Such Stuff                                 | 1962 | John Brunner       |
| Die Auswanderer          | There Was an Old Woman Who Lived in a Shoe | 1962 | Robert F. Young    |
| Der Eindringling         | The Intruder                               | 1961 | Theodore L. Thomas |
| Das Schiff im Berg       | Shadow on the Moon                         | 1962 | Zenna Henderson    |

### 3. Folge –Heimkehr zu den Sternen– 1963
| Deutscher Titel         | Originaltitel    | Jahr | Autor           |
| ----------------------- | ---------------- | ---- | --------------- |
| Heimkehr zu den Sternen | Way-Station      | 1963 | Henry Slesar    |
| Aberglauben rächt sich  | Punk’s Progress  | 1963 | Robert Wallsten |
| Entenjagd               | Punch            | 1962 | Frederik Pohl   |
| Die Puppen              | Counter Security | 1963 | James White     |
| Der Revolutionär        | Speakeasy        | 1963 | Mack Reynolds   |

### 4. Folge –Signale vom Pluto– 1963
| Deutscher Titel                 | Originaltitel                               | Jahr | Autor                                |
| ------------------------------- | ------------------------------------------- | ---- | ------------------------------------ |
| Zwischen Erde und Mars          | Fast Trip                                   | 1963 | James White                          |
| Schönes Wetter heute            | The Question                                | 1963 | Larry M. Harris & Donald E. Westlake |
| Signale vom Pluto               | My Son, the Physicist!                      | 1962 | Isaac Asimov                         |
| Das Feuerzeug                   | Game for Motel Room                         | 1963 | Fritz Leiber                         |
| Der Chef des Arztes             | Tell Me, Doctor – Please                    | 1963 | Kit Reed                             |
| Der Wald der Phytos             | Hunter, Come Home                           | 1963 | Richard McKenna                      |
| Der erholsame Tod des George F. | The Short and Happy Death of George Frumkin | 1963 | Gertrude Friedberg                   |
| Die Zeit der Aale               | The Day After Saturation                    | 1963 | D. K. Findlay                        |

### 5. Folge –Die Esper greifen ein– 1963
| Deutscher Titel          | Originaltitel                  | Jahr | Autor                                 |
| ------------------------ | ------------------------------ | ---- | ------------------------------------- |
| Es war einmal …          | To the Chicago Abyss           | 1963 | Ray Bradbury                          |
| Lockende See             | Now Wakes the Sea              | 1963 | J. G. Ballard                         |
| Der Freundschaftsdienst  | Pushover Planet                | 1963 | Con Pederson                          |
| Hobby eines Barbesitzers | Bokko-Chan (jap. ボッコちゃん) | 1963 | Shin’ichi Hoshi                       |
| Überleben!               | Another Rib                    | 1963 | John J. Wells & Marion Zimmer Bradley |
| Solange du hier bist     | As Long as You’re Here         | 1963 | Will Stanton                          |
| McNamaras Fisch          | McNamara’s Fish                | 1963 | Ron Goulart                           |
| Die Mission der Fremden  | No Truce With Kings            | 1963 | Poul Anderson                         |

### 6. Folge –Die Überlebenden– 1964
| Deutscher Titel                   | Originaltitel                                         | Jahr | Autor            |
| --------------------------------- | ----------------------------------------------------- | ---- | ---------------- |
| Die Überlebenden                  | They Don’t Make Life Like They Used To                | 1963 | Alfred Bester    |
| Der letzte Beweis                 | Collector’s Item                                      | 1963 | Jack Sharkey     |
| Die Mutter                        | Special Consent                                       | 1963 | P. M. Hubbard    |
| Die unzufriedenen Selbstportraits | 237 Talking Statues, Etc.                             | 1963 | Fritz Leiber     |
| Träume                            | Girl of My Dreams                                     | 1963 | Richard Matheson |
| Woher kommst du?                  | There Is Another Shore, You Know, Upon the Other Side | 1963 | Joanna Russ      |
| Der Kürbis                        | Unholy Hybrid                                         | 1963 | William Bankier  |
| Zensur                            | The Censors: A Sad Allegory                           | 1963 | TP Caravan       |
| Abschied                          | Deluge                                                | 1963 | Zenna Henderson  |

### 7. Folge –Musik aus dem All– 1964
| Deutscher Titel        | Originaltitel                                             | Jahr | Autor                |
| ---------------------- | --------------------------------------------------------- | ---- | -------------------- |
| Der Pazifist           | Pacifist                                                  | 1964 | Mack Reynolds        |
| Musik aus dem All      | Swesdnaja Rapsodija (russ. Звездная рапсодия)             | 1959 | Zhuravleva Valentina |
| Punkt acht Uhr morgens | Eight O’Clock in the Morning                              | 1963 | Ray Nelson           |
| Sein Freund Pete       | Pete Gets His Man                                         | 1963 | J. P. Sellers        |
| Ewige Liebe            | The Eternal Lovers                                        | 1963 | Robert F. Young      |
| Die Violine            | Wings of Song                                             | 1963 | Lloyd Biggle, jr.    |
| Der Hof des Tartaren   | The Court of Tartary                                      | 1963 | TP Caravan           |
| Medusenaugen           | The Resentment of Jimsy Carew (auch: The Eyes of Phorkos) | 1961 | L. E. Jones          |

### 8. Folge –Irrtum der Maschinen– 1964
| Deutscher Titel            | Originaltitel                    | Jahr | Autor               |
| -------------------------- | -------------------------------- | ---- | ------------------- |
| Raumschiff Ahoi!           | One Hundred Days from Home       | 1964 | Dean McLaughlin     |
| Schlechtes Wetter auf Psit | Humanoid Sacrifice               | 1964 | L. T. McIntosh      |
| Verabredung um 10          | Appointment at Ten O’Clock       | 1964 | Robert Lory         |
| Irrtum der Maschinen       | Nobody Starves                   | 1964 | Ron Goulart         |
| Peinliche Verwechslung     | In the Bag                       | 1964 | Lawrence M. Janifer |
| Flucht in die Träume       | Come Where My Love Lies Dreaming | 1964 | Doris Pitkin Buck   |
| Erzieherin gesucht         | Little Gregory                   | 1964 | Evelyn E. Smith     |
| Lord Arthurs Verbrechen    | Lord Arthur Savile’s Crime       | 1887 | Oscar Wilde         |

### 9. Folge –Die Kristallwelt– 1964
| Deutscher Titel                | Originaltitel                  | Jahr | Autor         |
| ------------------------------ | ------------------------------ | ---- | ------------- |
| Retter der Menschheit          | Welcome, Comrade               | 1964 | Simon Bagley  |
| Programm für Fred Eins         | Fred One                       | 1964 | James Ransom  |
| Nachricht für Mr. Prosser      | Urgent Message for Mr. Prosser | 1964 | J. P. Sellers |
| Policar A10 im Einsatz         | Into the Shop                  | 1964 | Ron Goulart   |
| Die Frau und das Tier          | Cantabile                      | 1964 | Jon DeCles    |
| Ausflug in den Mikrokosmos     | The Crazy Mathematician        | 1964 | R. Underwood  |
| Am Ende aller Träume           | Survival of the Fittest        | 1964 | Jack Sharkey  |
| Schreckensnacht im Waschomaten | Three Times Around             | 1964 | Jane Roberts  |
| Die Kristallwelt               | The Illuminated Man            | 1964 | J. G. Ballard |

### 10. Folge –Wanderer durch Zeit und Raum– 1964
| Deutscher Titel              | Originaltitel          | Jahr | Autor              |
| ---------------------------- | ---------------------- | ---- | ------------------ |
| Wanderer durch Zeit und Raum | The Lost Leonardo      | 1964 | J. G. Ballard      |
| Planet der Selbstmörder      | Of All Possible Worlds | 1964 | Rosel George Brown |
| Der Friedensrichter          | The Peace Watchers     | 1964 | Bryce Walton       |
| Metamorphose                 | Storm Over Sodom       | 1961 | Robert F. Young    |
| Grüße an die Toten           | Forwarding Service     | 1963 | Willard Marsh      |
| Der telepathische Mord       | Oreste                 | 1952 | Henry Shultz       |
| Die Dämonin                  | Trade-In               | 1964 | Jack Sharkey       |
| Ein Mann wie Prometheus      | Prometheus             | 1964 | Philip Jose Farmer |

### 11. Folge –Roboter auf dem Kriegspfad– 1964
| Deutscher Titel               | Originaltitel                    | Jahr | Autor                             |
| ----------------------------- | -------------------------------- | ---- | --------------------------------- |
| Geheimagent auf Solitaire     | Poor Planet                      | 1964 | J. T. McIntosh                    |
| Der große Käfig               | The Cage                         | 1961 | Miriam Allen deFord               |
| Geschenk für die Königin      | A Specimen for the Queen         | 1960 | Arthur Porges                     |
| Der Meisterregisseur          | Redman                           | 1964 | Robert M. Lipsyte & Thomas Rogers |
| Roboter auf dem Kriegspfad    | The Case of the Homicidal Robots | 1961 | Murray Leinster                   |
| Der Teufel holt dich immer    | In the Calendar of Saints        | 1964 | Leonard Tushnet                   |
| Am Ende der Zeit              | Closing Time                     | 1961 | Kris Neville                      |
| Nugent Miller und die Mädchen | The Girls and Nugent Miller      | 1960 | Robert Sheckley                   |
| Spiel                         | Somebody to Play With            | 1964 | Jay Williams                      |

### 12. Folge –Die letzte Stadt der Erde– 1965
| Deutscher Titel                    | Originaltitel                  | Jahr | Autor               |
| ---------------------------------- | ------------------------------ | ---- | ------------------- |
| Projekt »Großer Bruder«            | Brother Charlie                | 1958 | Gordon R. Dickson   |
| Der Mann, der Haycock hieß         | The Man with the Speckled Eyes | 1964 | R. A. Lafferty      |
| Die letzte Stadt der Erde          | End of the Line                | 1965 | Chad Oliver         |
| Mrs. Ackenbaugh und der Teufel     | The Devil and Mrs. Ackenbaugh  | 1958 | Leslie Jones        |
| Lemminge                           | Lemmings                       | 1958 | Richard Matheson    |
| Zwischenspiel auf Lodan            | The Hills of Lodan             | 1961 | Harold Calin        |
| Der absolut perfekte Mord          | The Absolutely Perfect Murder  | 1965 | Miriam Allen deFord |
| Der Spion vom anderen Stern        | Apprentice                     | 1960 | Robert J. Tilley    |
| Der General und die Außerirdischen | The Stupid General             | 1962 | J. T. McIntosh      |

### 13. Folge –Expedition nach Chronos– 1965
| Deutscher Titel             | Originaltitel                    | Jahr | Autor               |
| --------------------------- | -------------------------------- | ---- | ------------------- |
| Flucht in die Ewigkeit      | The Man Who Could Not Stop       | 1959 | A. Bertram Chandler |
| Die Macht der Bombe         | Judas Bomb                       | 1961 | Kit Reed            |
| Knopfdrücker                | Button, Button                   | 1960 | Gordon R. Dickson   |
| Am anderen Ende der Leitung | The Other End of the Line        | 1961 | Walter Tevis        |
| Die letzte Prüfung          | Final Exam                       | 1964 | Bryce Walton        |
| Expedition nach Chronos     | The Homing Instinct of Joe Vargo | 1959 | Stephen Barr        |
| Der Profi                   | The Pro                          | 1964 | Edmond Hamilton     |
| Die 10. Zeitreise           | Tenth Time Around                | 1959 | J. T. McIntosh      |

### 14. Folge –Im Dschungel der Urzeit– 1966
| Deutscher Titel              | Originaltitel           | Jahr | Autor            |
| ---------------------------- | ----------------------- | ---- | ---------------- |
| Kundschafter auf Demeter     | The Red Hills of Summer | 1959 | Edgar Pangborn   |
| Wer bist du?                 | The Edge                | 1958 | Richard Matheson |
| Das Ende Roms                | The End of Eternity     | 1965 | Ernesto Gastaldi |
| Der Henker                   | Keep Them Happy         | 1965 | Robert Rohrer    |
| Der blaue Planet             | Hopsoil                 | 1961 | Robert F. Young  |
| Rückkehr vom Mars            | Explorers We            | 1959 | Philip K. Dick   |
| Konvent der Weltraumforscher | The Dying Night         | 1956 | Isaac Asimov     |
| Im Dschungel der Urzeit      | Wildcat                 | 1958 | Poul Anderson    |

### 15. Folge –Die Maulwürfe von Manhattan– 1966
| Deutscher Titel                | Originaltitel              | Jahr | Autor                |
| ------------------------------ | -------------------------- | ---- | -------------------- |
| Die Maulwürfe von Manhattan    | The Eight Billion          | 1965 | Richard Wilson       |
| Mr. Tod auf Besuch             | O’Grady’s Girl             | 1965 | Leo P. Kelley        |
| Die Expedition der Alten       | The Expendables            | 1965 | Miriam Allen deFord  |
| Johanna II von Orleans         | L’Arc de Jeanne            | 1966 | Robert F. Young      |
| Der Heilige und das Ungeheuer  | The Convenient Monster     | 1959 | Leslie Charteris     |
| Korrigierte Geschichte         | Minor Alteration           | 1965 | John Thomas Richards |
| Niederlage auf dem 3. Planeten | Survey of the Third Planet | 1966 | Keith Roberts        |
| Passiver Widerstand            | To the Rescue              | 1966 | Ron Goulart          |

### 16. Folge –Die Menschenfarm– 1966
| Deutscher Titel            | Originaltitel                        | Jahr | Autor           |
| -------------------------- | ------------------------------------ | ---- | --------------- |
| Die interstellaren Händler | Witness for the Persecution          | 1966 | Randall Garrett |
| Mr. Quails Erinnerungen    | We Can Remember It for You Wholesale | 1966 | Philip K. Dick  |
| Der Mob                    | An Afternoon in May                  | 1959 | Richard Winkler |
| Das Katastrophenteam       | The Sudden Silence                   | 1966 | J. T. McIntosh  |
| Die Menschenfarm           | Bordered in Black                    | 1966 | Larry Niven     |
| Die Felsenfresser          | Man of Parts                         | 1954 | H. L. Gold      |
| Die Marspflanze            | Flattop                              | 1966 | Greg Benford    |
| Begegnung mit einem Engel  | Ringer                               | 1960 | G. C. Edmondson |

### 17. Folge –Grenzgänger zwischen den Welten– 1967
| Deutscher Titel                     | Originaltitel                                                                          | Jahr | Autor               |
| ----------------------------------- | -------------------------------------------------------------------------------------- | ---- | ------------------- |
| Die letzte Instanz                  | Final Appeal                                                                           | 1965 | J. H. Brennan       |
| Mit vertauschten Rollen             | A Stick for Harry Eddington                                                            | 1965 | Chad Oliver         |
| Gefährliche Freundschaft            | The Man Who Made Friends with Electricity                                              | 1962 | Fritz Leiber        |
| Jonathan und der Raumwal            | Jonathan and the Space Whale                                                           | 1962 | Robert F. Young     |
| Der perfekteste Roboter             | The Search                                                                             | 1964 | Bruce Simonds       |
| Die Maschine mit Humor              | Breakthrough                                                                           | 1964 | Jack Sharkey        |
| Grenzgänger zwischen den Welten     | Slips Take Over                                                                        | 1964 | Miriam Allen deFord |
| Eine faire Chance                   | Founder’s Day                                                                          | 1966 | Keith Laumer        |
| Das Interview mit dem Zeitreisenden | A Bulletin from the Trustees of the Institute for Advanced Research at Marmouth, Mass. | 1964 | Wilma Shore         |

### 18. Folge –Die Kolonie auf dem 3. Planeten– 1967
| Deutscher Titel                 | Originaltitel   | Jahr | Autor               |
| ------------------------------- | --------------- | ---- | ------------------- |
| Gehirn Nummer fünfundvierzig    | Brain Bank      | 1966 | Ardrey Marshall     |
| Die Kolonie auf dem 3. Planeten | The Colony      | 1966 | Miriam Allen deFord |
| Verschlüsselte Botschaft        | The Key         | 1966 | Isaac Asimov        |
| Blick in die Überwelt           | The Overworld   | 1965 | Jack Vance          |
| Die Springer                    | Municipal Dump  | 1966 | Max Gunther         |
| Die Weltraumzwillinge           | The Space Twins | 1966 | James Pulley        |

### 19. Folge –Welt der Illusionen– 1967
| Deutscher Titel          | Originaltitel                | Jahr | Autor               |
| ------------------------ | ---------------------------- | ---- | ------------------- |
| Unbeglichene Forderungen | Experiment in Autobiography  | 1966 | Ron Goulart         |
| Der grüne Schnee         | The Green Snow               | 1966 | Miriam Allen deFord |
| Welt der Illusionen      | The Adjusted                 | 1966 | H. Kenneth Bulmer   |
| Duell im Traum           | A Friend to Alexander        | 1942 | James Thurber       |
| Himmel über der Erde     | Kingdom Come, Inc.           | 1967 | Robert F. Young     |
| Nur fünfzehn Meilen      | Fifteen Miles                | 1967 | Ben Bova            |
| Tod nach Maß             | The Best Is Yet to Be        | 1966 | Bryce Walton        |
| Der Geigenvirtuose       | The Two Lives of Ben Coulter | 1967 | Larry Eisenberg     |
| Lockvogel                | Bait                         | 1967 | Bob Leman           |
| Sieg der Schwachen       | Burning Question             | 1966 | Brian W. Aldiss     |
| Glücklich davongekommen  | Near Thing                   | 1967 | Robin Scott         |

### 20. Folge –Mord in der Raumstation– 1968
| Deutscher Titel         | Originaltitel                | Jahr | Autor            |
| ----------------------- | ---------------------------- | ---- | ---------------- |
| Die Aufnahmeprüfung     | Representative from Earth    | 1966 | Greg Benford     |
| Der Deserteur           | Home the Hard Way            | 1967 | Richard McKenna  |
| Die Lachgesellschaft    | Gentlemen, Be Seated         | 1960 | Charles Beaumont |
| Die Zweifachen          | Camels and Dromedaries, Clem | 1967 | R. A. Lafferty   |
| Mord in der Raumstation | The Saw and the Carpenter    | 1967 | J. T. McIntosh   |
| SOS im All              | The Star Driver              | 1967 | J. W. Schutz     |
| Das Spukhaus            | Breakaway House              | 1966 | Ron Goulart      |

### 21. Folge –Flucht in die Vergangenheit– 1968
| Deutscher Titel             | Originaltitel            | Jahr | Autor               |
| --------------------------- | ------------------------ | ---- | ------------------- |
| Generalprobe                | Dry Run                  | 1968 | Larry Niven         |
| Der Unermüdliche            | I Have My Vigil          | 1968 | Harry Harrison      |
| Planet mit Fehlern          | Budget Planet            | 1966 | Robert Sheckley     |
| Flucht in die Vergangenheit | I Remember Oblivion      | 1968 | Henry Slesar        |
| Die Sternenvögel            | They Are Not Robbed      | 1968 | Richard McKenna     |
| Das Schlüsselwort           | Key Item                 | 1968 | Isaac Asimov        |
| Deanes Satellit             | The Bubble               | 1967 | J. W. Schutz        |
| Interview mit einem Lemming | Interview with a Lemming | 1941 | James Thurber       |
| Die Glücklichen             | The Lucky People         | 1968 | Chet Arthur         |
| Das stärkere Geschlecht     | The Superior Sex         | 1968 | Miriam Allen deFord |
| Punktlandung                | The Locator              | 1968 | Robert Lory         |

### 22. Folge –Im Angesicht der Sonne– 1969
| Deutscher Titel         | Originaltitel                                           | Jahr | Autor           |
| ----------------------- | ------------------------------------------------------- | ---- | --------------- |
| Sieg über die Tiefe     | Sea Home                                                | 1968 | William M. Lee  |
| Harry der Große         | Harry’s Golden Years                                    | 1968 | Gahan Wilson    |
| Das Landrennen          | The People Trap                                         | 1968 | Robert Sheckley |
| Baujahr 3100            | Safe at Any Speed                                       | 1967 | Larry Niven     |
| Das andere Leben        | Crack in the Shield                                     | 1968 | Arthur Sellings |
| Die letzten Minuten     | Moondust, the Smell of Hay, and Dialectical Materialism | 1967 | Thomas M. Disch |
| Der Eilige              | Time Was                                                | 1968 | Phyllis Murphy  |
| Ein Herz aus Metall     | Segregationist                                          | 1967 | Isaac Asimov    |
| Muscadine, der Androide | Muscadine                                               | 1968 | Ron Goulart     |
| Im Angesicht der Sonne  | To Behold the Sun                                       | 1967 | Dean R. Koontz  |

### 23. Folge –Am Tag vor der Ewigkeit– 1969
| Deutscher Titel              | Originaltitel                   | Jahr | Autor            |
| ---------------------------- | ------------------------------- | ---- | ---------------- |
| Am Tag vor der Ewigkeit      | The Day Before Forever          | 1967 | Keith Laumer     |
| Das Geheimnis von Stonehenge | The Secret of Stonehenge        | 1968 | Harry Harrison   |
| Der Sozialhelfer             | How I Take Their Measure        | 1969 | K. M. O’Donnell  |
| Der Marsianer                | The Meddler                     | 1968 | Larry Niven      |
| Blut ist das Leben           | Argent Blood                    | 1967 | Joe L. Hensley   |
| Nachts in der Galerie        | Young Girl at an Open Half-Door | 1968 | Fred Saberhagen  |
| Der Konflikt                 | Konflikt (russ. Конфликт)       | 1964 | Ilya Varshavskiy |

### 24. Folge –Der letzte Krieg– 1969
| Deutscher Titel       | Originaltitel          | Jahr | Autor           |
| --------------------- | ---------------------- | ---- | --------------- |
| Sieg aus dem Jenseits | A Score for Timothy    | 1968 | Joseph Harris   |
| Planet der Riesen     | Once There Was a Giant | 1968 | Keith Laumer    |
| Der letzte Krieg      | Final War              | 1968 | K. M. O’Donnell |
| Nur ein armer Teufel  | Demon                  | 1968 | Larry Brody     |
| Polizeistaat          | Copstate               | 1969 | Ron Goulart     |